# ساندرا رما
 ساندرا رما (انگلیسی: Sandra Roma؛ زاده ۳۱ مارس ۱۹۹۰) یک تنیس‌باز اهل سوئد است.